# Aristostomias
Aristostomias is een geslacht van straalvinnige vissen uit de familie van Stomiidae.

## Soorten
- Aristostomias grimaldii Zugmayer, 1913
- Aristostomias lunifer Regan & Trewavas, 1930
- Aristostomias polydactylus Regan & Trewavas, 1930
- Aristostomias scintillans (Gilbert, 1915)
- Aristostomias tittmanni Welsh, 1923
- Aristostomias xenostoma Regan & Trewavas, 1930